# Vanda (botanica)
Vanda R.Br., 1820 è un genere di piante della famiglia delle Orchidacee cui appartengono circa 80 specie originarie di India, Cina, Malaysia, Indonesia e Australia.

## Descrizione
In natura crescono spesso su cortecce di altre piante e sono sprovviste di pseudobulbi.
Le foglie possono essere piatte o cilindriche o con forme intermedie.
Le radici sono grandi e carnose.

## Tassonomia
Il genere comprende le seguenti specie:
- Vanda aliceae Motes, L.M.Gardiner & D.L.Roberts
- Vanda alpina (Lindl.) Lindl.
- Vanda ampullacea (Roxb.) L.M.Gardiner
- Vanda arbuthnotiana Kraenzl.
- Vanda arcuata J.J.Sm.
- Vanda aurantiaca (Schltr.) L.M.Gardiner
- Vanda aurea (J.J.Sm.) L.M.Gardiner
- Vanda barnesii W.E.Higgins & Motes
- Vanda bensonii Bateman
- Vanda bicolor Griff.
- Vanda bidupensis Aver. & Christenson
- Vanda brunnea Rchb.f.
- Vanda celebica Rolfe
- Vanda chlorosantha (Garay) Christenson
- Vanda christensoniana (Haager) L.M.Gardiner
- Vanda coerulea Griff. ex Lindl.
- Vanda coerulescens Griff.
- Vanda concolor Blume
- Vanda cootesii Motes
- Vanda cristata Wall. ex Lindl.
- Vanda curvifolia (Lindl.) L.M.Gardiner
- Vanda dearei Rchb.f.
- Vanda denisoniana Benson & Rchb.f.
- Vanda devoogtii J.J.Sm.
- Vanda dives (Rchb.f.) L.M.Gardiner
- Vanda falcata  (Thunb.) Beer
- Vanda flabellata (Rolfe ex Downie) Christenson
- Vanda foetida J.J.Sm.
- Vanda frankieana Metusala & P.O'Byrne
- Vanda funingensis L.H.Zou & Z.J.Liu
- Vanda furva (L.) Lindl.
- Vanda fuscoviridis Lindl.
- Vanda garayi (Christenson) L.M.Gardiner
- Vanda gibbsiae Rolfe
- Vanda gracilis Aver.
- Vanda griffithii Lindl.
- Vanda hastifera Rchb.f.
- Vanda helvola Blume
- Vanda hindsii Lindl.
- Vanda insignis Blume
- Vanda insularum (Christenson) L.M.Gardiner
- Vanda jainii A.S.Chauhan
- Vanda javierae D.Tiu ex Fessel & Lückel
- Vanda jennae P.O'Byrne & J.J.Verm.
- Vanda lamellata Lindl.
- Vanda lilacina Teijsm. & Binn.
- Vanda limbata Blume
- Vanda liouvillei Finet
- Vanda lombokensis J.J.Sm.
- Vanda longitepala D.L.Roberts, L.M.Gardiner & Motes
- Vanda luzonica Loher ex Rolfe
- Vanda malipoensis L.H.Zou, Jiu X.Huang & Z.J.Liu
- Vanda mariae Motes
- Vanda merrillii Ames & Quisumb.
- Vanda metusalae P.O'Byrne & J.J.Verm.
- Vanda mindanaoensis Motes, L.M.Gardiner & D.L.Roberts
- Vanda miniata (Lindl.) L.M.Gardiner
- Vanda motesiana Choltco
- Vanda nana L.M.Gardiner
- Vanda perplexa Motes & D.L.Roberts
- Vanda petersiana Schltr.
- Vanda pumila Hook.f.
- Vanda punctata Ridl.
- Vanda richardsiana (Christenson) L.M.Gardiner
- Vanda roeblingiana Rolfe
- Vanda rubra (Lindl.) L.M.Gardiner
- Vanda sanderiana (Rchb.f.) Rchb.f.
- Vanda saxatilis J.J.Sm.
- Vanda scandens Holttum
- Vanda stangeana Rchb.f.
- Vanda subconcolor Tang & F.T.Wang
- Vanda sumatrana Schltr.
- Vanda tessellata (Roxb.) Hook. ex G.Don
- Vanda testacea (Lindl.) Rchb.f.
- Vanda thwaitesii Hook.f.
- Vanda tricolor Lindl.
- Vanda ustii Golamco, Claustro & de Mesa
- Vanda vipanii Rchb.f.
- Vanda vietnamica (Haager) L.M.Gardiner
- Vanda wightii Rchb.f.
- Vanda xichangensis (Z.J.Liu & S.C.Chen) L.M.Gardiner

### Ibridi
Sono noti i seguenti ibridi:
- Vanda × amoena O'Brien  (V. coerulea × V. tessellata)
- Vanda × boumaniae J.J.Sm. (V. insignis × V. limbata)
- Vanda × charlesworthii Rolfe (V. bensonii × V. coerulea)
- Vanda × confusa Rolfe (V. coerulescens × V. lilacina)
- Vanda × feliciae Cootes (V. lamellata var. boxallii × V. ustii)

## Coltivazione
Non amano i vasi ma devono essere lasciate all'aria aperta per poter accedere all'umidità presente nell'aria. Solitamente, sono riposte in panieri appesi.
Se coltivate in condizioni ottimali, possono fiorire anche 3 volte all'anno.
Le specie con foglie piatte si adattano bene ad essere coltivate in casa in posizione ombreggiata; quelle con foglie cilindriche: devono essere coltivate all'esterno in quanto hanno bisogno di grandi quantità di luce.
Le Vanda tollerano temperature notturne di 12 °C e diurne anche di 30 °C. Se sono coltivate in panieri sospesi, devono essere annaffiate anche tutti i giorni in primavera/estate. L'umidità ottimale per questo tipo di pianta è intorno all'80%.
Le Vanda devo essere concimate con frequenza, di più in primavera, ma evitando l'accumulo di sali minerali sulle radici. Per fare ciò, è necessario mantenere umido il substrato.